# Антверпенська Поліглотта
Біблія Полігло́тта (лат. Biblia Polyglotta), відома також під назвами Поліглотта Плантена (лат. Polyglotta Plantiniana), Антверпенська Поліглотта (ісп. Políglota de Amberes) або Королівська Біблія (лат. Biblia Regia), — восьмитомне видання Біблії в вигляді поліглотти, здійснене Крістофом Плантеном і Беніто Аріас Монтано в Антверпені в 1568–1573 роках. Для Плантена, який підозрювався владою і Інквізицією в симпатіях до кальвінізму, видання Біблії було доказом лояльності іспанської монархії. Король Філіп II частково фінансував видання, а також направив в Антверпен наукового і теологічного редактора — вченого священника Беніто Аріаса Монтано; в редактурі й звірці текстів брали участь понад 20 філологів, включаючи Гійома Постель і Яна ван Горпо. Перші шість томів друкувалися тиражем 1200 примірників, два томи з науковими матеріалами вийшли половинним тиражем, ще було випущено 13 повних комплектів на пергаменті для корола. Тексти, включені в Поліглотту, неодноразово відтворювалися в наступних біблійних виданнях. Станом на 2012 рік, збереглося 458 примірників Поліглотти, в тому числі 210 повних восьмитомному комплектів.

## Зміст

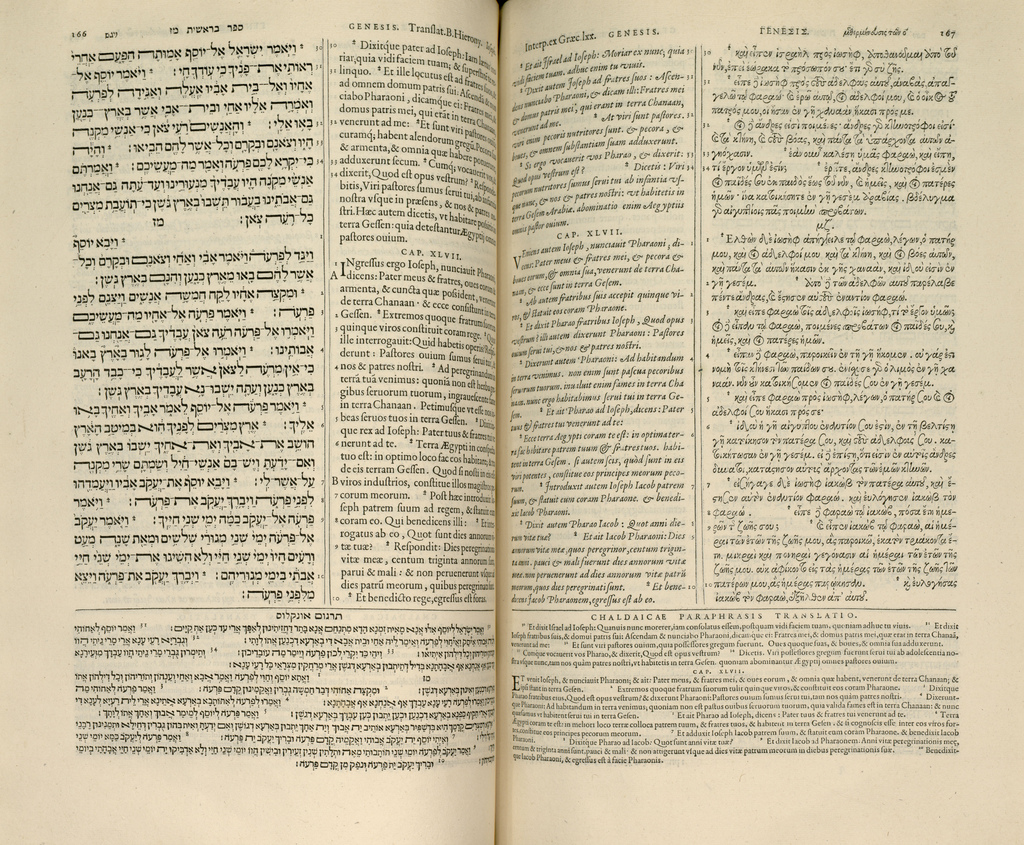
Структура тексту Книги Буття. Ліворуч — Танах з колонкою латинського перекладу, праворуч — Вульгата і Септуагінта. У «підвалі» лівій сторінці — Таргум Онкелоса, на правій сторінці — його переклад

Повний комплект видання Поліглотти містить 8 томів формату in folio (42 × 28 см), в кожному з яких близько 700 сторінок. Перші чотири томи містять Старий Завіт, надрукований таким чином: на лівій сторінці в два стовпчики текст на івриті і паралельний текст Вульгати (праворуч), на правій сторінці в два стовпчики — текст Септуагінти і паралельний латинський переклад (ліворуч). У «підвалі» лівої сторінки друкувався текст арамейською мовою (Таргум Йонатана) і його латинський переклад — у «підвалі» правої сторінки. Єврейський текст надрукований шрифтами, отриманими від спадкоємців Даніеля Бомберга — єврейського першодрукаря; там вказувалися огласовки. Второканонічні книги друкувалися тільки в грецькому і латинському варіанті (включаючи латинський переклад Септуагінти). Сирійський текст тільки частково був забезпечений вокалізацією.

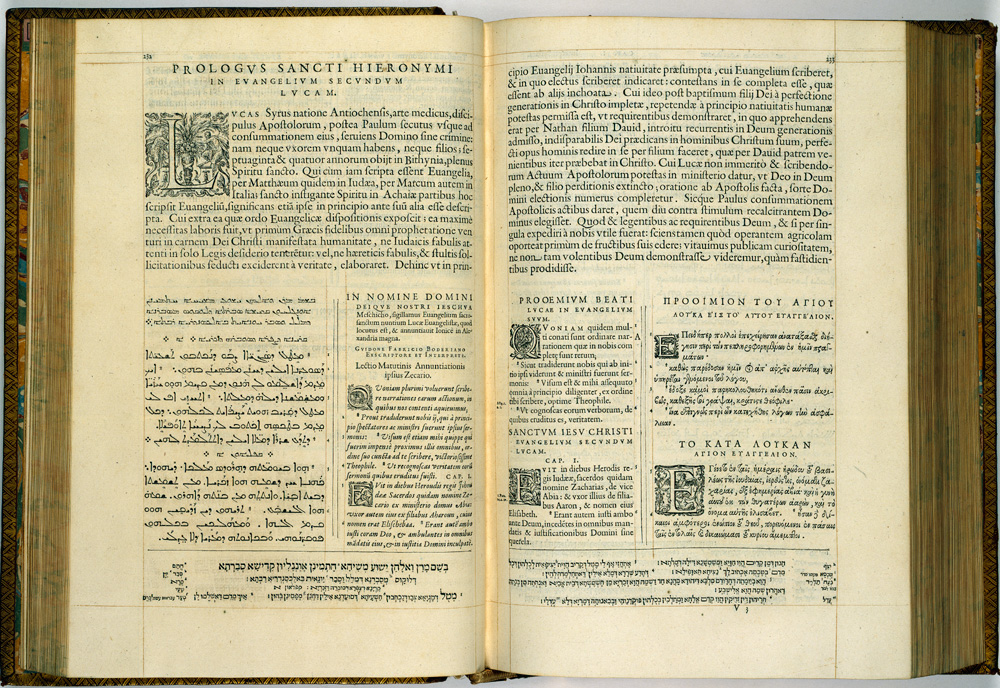
Сторінки 232–233 п'ятого тому з зачином Євангелія від Луки

П'ятий том містить грецький Новий Заповіт, Пешітту і їх латинський переклад, в «підвалі» розташовано переклад сирійського тексту Нового Завіту на івриті. Вони побудовані таким чином: лівий стовпчик лівої сторінки — сирійський текст, супроводжуваний його латинським перекладом, на правій сторінці Вульгата і грецький текст. Як і в Комплютенському виданні, вони були забезпечені перехресними посиланнями і — в спірних випадках — коментарями і варіантами (Дії 9:14). Глави сирійського тексту позначалися сирійським записом, але вірші нумеровались арабськими цифрами. Лакуни в сирійському тексті позначалися латиною за схемою: «відсутній 25 вірш» (в главі 25 «Дії апостолів»). Якщо відповідна книга взагалі була відсутня в сирійському тексті, на сторінках були тільки колонки з латинським перекладом і грецьким оригіналом. Новий Завіт починався листом Єроніма Папі Дамасію, кожна біблійна книга була з його прологами і коментарями. Це було вкрай необхідно для обґрунтування цінності єврейського тексту, оскільки саме в пролозі до Євангелія від Матвія стверджувалося, що спочатку воно було написано єврейською мовою. Цей момент вимагали прибрати цензори, але Б. Монтано відстояв.
Том 6 (в двох частинах) містить повний текст Біблії (Старий Завіт — на івриті, Новий Завіт — грецькою) з латинським підстрочним перекладом. Латинські переклади був зробив Альфонсо Самора і відредагував Аріас Монтано. Грецький текст друкувався з четвертого видання Біблії Еразма Роттердамського. Сьомий том містив словники і граматику всіх мов, на яких Біблія видавалася: спочатку грецька граматика і словник, далі «Єврейський тезаурус» і «Халдейська граматика» Рафеленга, сиро-арамейська словник Бодрі; сирійська граматика Мазіуса. Останню Р. Вілкінсон називав одним з найбільших досягнень філології XVI століття. Восьмий том містив богословський коментар, інформацію про історію біблійних текстів і біблійних реалій (всього 18 статей). Кожен том мав розкішно оформлений титульний лист, гравіювання на міді. Перший том містить три ілюстрації і оформлений фронтиспис — гравіювання по міді, третій і четвертий томи мають ксилографії фронтисписі. Крім того, Біблія була забезпечена мапою півкуль, на якій було зображено мандрівка колін Ізраїлевих, від яких, на думку видавців, відбулися індіанці Іспанської Америки.